# Przyjaźń absolutna
Przyjaźń absolutna (ang. Absolute Friends) – powieść Johna le Carré, która porusza kwestie „wojny przeciwko terrorowi” i jej nadużywania, zwłaszcza gdy ludzie walczący ze światowym globalizmem przedstawiani są jako terroryści mający powiązania z Al-Ka’idą.

## Fabuła
Ted Mundy, urodzony w Pakistanie syn brytyjskiego majora, trafia pod koniec lat sześćdziesiątych na uniwersytet w Berlinie. Zostaje tam wciągnięty do ruchu lewicowo nastawionych studentów. W tym czasie zaprzyjaźnia się z jednych z jego liderów – Sashą. Niecodzienna przyjaźń kończy się dla Mundego wydaleniem z Niemiec.
Spędzając kilka lat bez bliżej nieokreślonego celu, Mundy dostaje pracę w British Council. Podczas jednej ze swoich podróży po wschodnich Niemczech spotyka Sashę, który został wschodnioniemieckim szpiegiem. Wolałby jednak jako podwójny agent pracować dla Brytyjczyków. Ted zostaje więc wciągnięty do świata wywiadu jako oficer prowadzący Sashę.
Upadek Muru Berlińskiego kończy ich współpracę na okres 10 lat, do czasu gdy Sasha przedstawia Mundemu niecodzienną ofertę pracy.